# Pentecost
Pentecost – rzeka w północnej Australii, w stanie Australia Zachodnia, w regionie Kimberley. Rzeka ma 118 km długości. Jej powierzchnia dorzecza wynosi 29,413 km².
Rzeka wypływa ze wzniesienia Durack Range na wysokości 248 m n.p.m. i kieruje się na północ. Przepływając przez El Questro Wilderness Park, wpada do niej rzeka Chamberlain. Płynąc dalej na północ przecięta jest drogą narodową Gibb River Road. Przepływa przez wschodnią cześć parku narodowego Drysdale River National Park, a następnie uchodzi do zachodniej części zatoki Cambridge Gulf, będąca częścią Morza Timor. Głównymi ujściami rzeki są Chamberlain, Salmond, Gap Creek, Five Mile Creek, Bindoola Creek, Yarrabar Creek.
Brzegi rzeki zasiedlane są głównie przez aborygeńskie plemiona Arnga.
Nazwa rzeki pochodzi od geodety i geologa Johna Pentecosta, który zbadał rzekę w 1882 roku podczas wyprawy prowadzonej przez Michaela Duracka.